# We Own This City
We Own This City, ou La Ville nous appartient au Québec, est une mini-série américaine en six parties d'environ 60 minutes basée sur le livre du même titre du journaliste du Baltimore Sun Justin Fenton. La mini-série a été développée et écrite par David Simon et George Pelecanos (les créateurs de la série The Wire), réalisée par Reinaldo Marcus Green, et diffusée entre le 25 avril et le 30 mai 2022 sur HBO.
En France, la série est diffusée à partir du 25 avril 2022 sur OCS, et au Québec le lendemain à Super Écran.

## Synopsis
En 2015, à Baltimore, peu de temps après la mort de Freddie Gray et les émeutes qui ont suivi, les crimes violents liés à la drogue se multiplient. La série s’appuie sur le livre du journaliste Justin Fenton (en) We Own This City, pour décrire la chute de l'unité d'élite "" un groupe de police créé pour lutter contre cette criminalité de rue. Le groupe de Police avait de très bons résultats mais au mépris de toutes règles. L'unité a fini par fonctionner comme une organisation criminelle à part entière avec des agents qui volaient l'argent de personnes qu'ils prétendaient suspecter, effectuaient des perquisitions illégales, placaient des preuves et extorquaient de l'argent aux trafiquants de drogue. Jenkins le chef du groupe dit à ses subordonnées lors d'un pot entre collègues : « We Own This City ».

## Distribution

### Acteurs principaux
- Jon Bernthal (VF : Jérôme Pauwels) : Wayne Jenkins
- Wunmi Mosaku (VF : Corinne Wellong) : Nicole Steele
- Jamie Hector (VF : Jean-Baptiste Anoumon) : Sean M. Suiter
- Josh Charles (VF : Cyrille Monge) : Daniel Hersl
- McKinley Belcher III (en) (VF : Namakan Koné) : Momodu « G Money » Gondo
- Darrell Britt-Gibson (en) (VF : Diouc Koma) : Jemell Rayam
- Rob Brown (VF : Raphaël Cohen) : Maurice Ward
- David Corenswet (VF : Julien Allouf) : David McDougall
- Dagmara Domińczyk (VF : Rafaèle Moutier) : Erika Jensen
- Don Harvey (VF : Philippe Vincent) : John Sieracki
- Larry Mitchell (VF : Pascal Nowak) : Scott Kilpatrick

### Acteurs récurrents et invités
- Ian Duff (VF : Baptiste Marc) : Ahmed Jackson
- Delaney Williams (VF : Patrick Raynal) : Kevin Davis
- Lucas Van Engen (VF : Fabien Jacquelin) : Leo Wise
- Treat Williams (VF : Guy Chapellier) : Brian Grabler
- Gabrielle Carteris (VF : Dorothée Jemma) : Andrea Smith
- Tray Chaney (en) (VF : Eilias Changuel) : Gordon Hawk
- Domenick Lombardozzi (VF : Gilles Morvan) : Stephen Brady
- Thaddeus Street (VF : Gora Diakhaté) : James Otis
- Jermaine Crawford (en) (VF : Stéphane Pouplard) : Jaquan Dixon
- Nathan E. Corbett (VF : Thierno Ba) : Tariq Touré
- Chris Clanton (en) : Brian Hairston
- Ham Mukasa (VF : Jhos Lican) : Evodio Hendrix
- Christopher R. Anderson (VF : Cédric Dumond) : Dean Palmere
- Bobby J. Brown (VF : Jean-François Aupied) : Thomas Allers
- Robert Harley (VF : Yves Letzelter) : Marcus Taylor
- Paige Carter (VF : Aurélie Konaté) : Stephanie Rawlings-Blake

 Source et légende : version française (VF) sur RS Doublage

## Épisodes
Les épisodes, sans titres, sont numérotés de un à six.